# کامیکیری

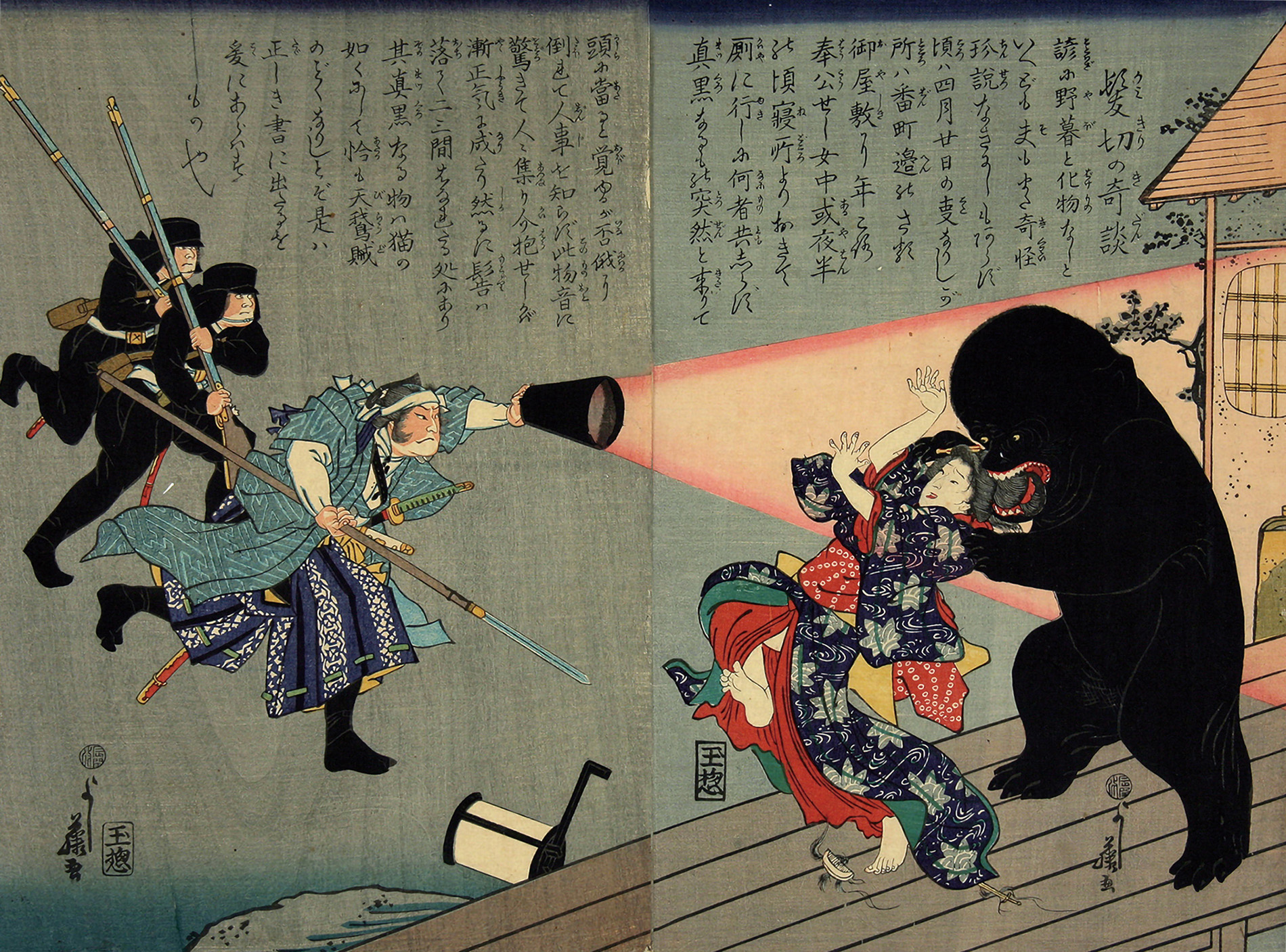
کامیکیری

کامیکیری (髪切り) "مو-چین" از دیوهای افسانه‌ای ژاپنی است . شهرت این دیو در این است که موی مردم را از ریشه می‌چیند . او بیشتر در حمام این کار را انجام می‌دهد، و بیشتر از موی دخترهای خدمتکار خوشش می‌آید . در عصر میجی خبر هجوم روح مو-چین حتی به روزنامه‌ها راه یافت .
گفته می‌شود که اگر کسی می‌خواهد با شخصی ازدواج کند که در واقع جانور یا روح در صورت آدمی است، برای جلوگیری از این ازدواج وی مورد هجوم کامیکیری قرار می‌گیرد .